# ヒュー・ル・ディスペンサー (初代ウィンチェスター伯)
初代ウィンチェスター伯爵ヒュー・ル・ディスペンサー（英語: Hugh le Despenser, 1st Earl of Winchester、1261年3月1日 - 1326年10月27日）は、イングランドの廷臣、貴族。
同名の息子とともに国王エドワード2世の寵臣となり、ギャヴィストンが殺害された後の宮廷を牛耳ったが、1326年に王妃イザベラの起こしたクーデタで失脚し、息子ともども処刑された。
息子と区別するために大（the Elder）を付けて呼ばれることが多い。

## 経歴

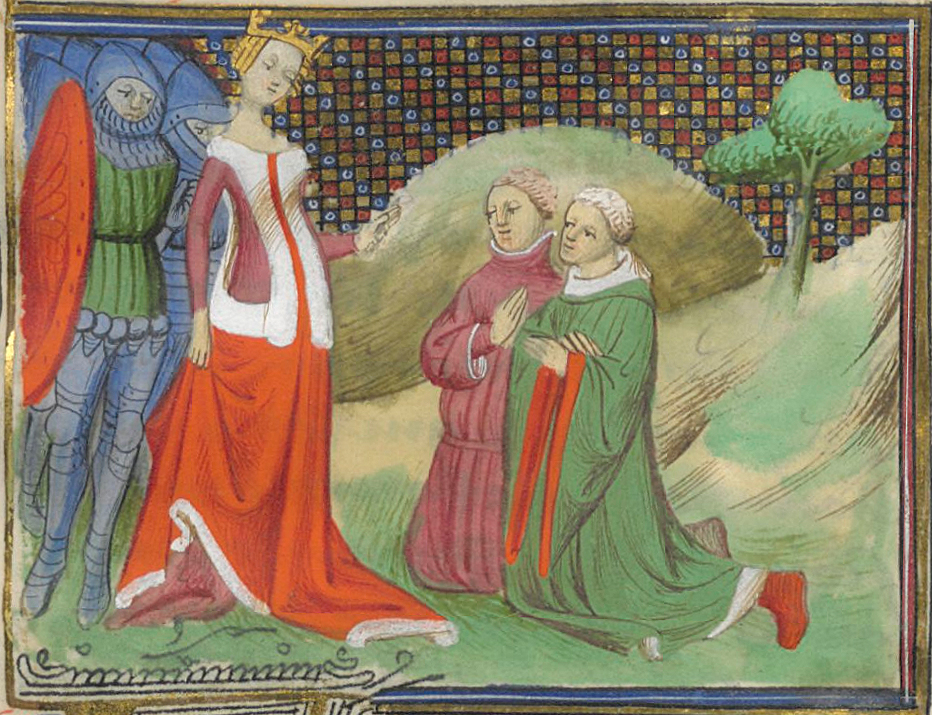
クーデタで権力を握ったイザベラ王妃に命乞いするウィンチェスター伯ヒュー・ル・ディスペンサーと第9代アランデル伯エドマンド・フィッツアラン。

1261年3月1日、最高法官ヒュー・ル・ディスペンサーの息子として生まれた。
父は第6代レスター伯シモン・ド・モンフォールの部下であり、1265年のイーブシャムの戦いでレスター伯とともに戦死している。また父はレスター伯が1264年に招集した議会に初代ル・ディスペンサー男爵として招集されているが、この議会は幽閉状態の国王ヘンリー3世に強要して招集したものであるため、この爵位の有効性には疑問がある。
エドワード1世に仕え、1295年6月24日の議会招集令状でル・ディスペンサー男爵（Baron le Despencer）に叙された。1296年のダンバーの戦いや1297年のフランドル遠征に従軍した。
1307年にエドワード2世が即位した後にはその寵臣であるギャヴィストンに接近して国王に取り入ることに成功した。
1312年にギャヴィストンが諸侯の私刑で殺害された後、息子ヒュー・ル・ディスペンサーを新たな国王寵臣とすることに成功し、自身も国王側近として宮廷の権力を握った。
1314年のバノックバーンの戦いの敗戦でエドワード2世が権威を落とすと反国王派諸侯のリーダーの第2代ランカスター伯トマスが実権を掌握し、ランカスター伯とディスペンサー父子の対立が深まった。1321年にランカスター伯の圧力でディスペンサー父子は国外に追放されたが、その翌年にはエドワード2世の求めに応じて帰国した。
それに反発したランカスター伯は国王軍に攻撃を開始したが、1322年3月16日のバラブリッジの戦いで敗北して処刑された。その後にヨークで開催された議会は、1311年に反国王派諸侯の主導で制定された国王権力を制限する改革勅令を全体として廃止したため、国王とその寵臣ディスペンサー父子が権力を復活させた。以降1326年の王妃のクーデタまでディスペンサー父子は一切の妨害に遭うことなく、思うがままに権勢をふるった。
1322年5月10日にはウィンチェスター伯爵に叙せられた。
彼が権勢をふるった時期はエドワード2世治世中最も行政改革が進んだ時期だった。しかし彼の息子が所領拡大と蓄財に努めた結果、ディスペンサー父子はあちこちに敵を作る羽目となった。特にウェールズでの所領拡大はウェールズ辺境諸侯の敵愾心と警戒心を招いた。また1324年9月に王妃イザベラの所領を没収したことでディスペンサー親子は王妃も敵に回すことになった（この年ガスコーニュで百年戦争の前振れのサン＝サルド戦争が発生し、フランス人の王妃の所領がフランス軍の橋頭保にされる恐れがあるとして没収に踏み切った）。
王妃はディスペンサーに追放されたイングランド貴族が大勢亡命中だったパリで夫エドワード2世とディスペンサー父子を打倒する陰謀を練った。そして1326年9月に王妃とウェールズ辺境諸侯の一人である初代マーチ伯ロジャー・モーティマー率いる反乱軍がイングランド東部サフォークに上陸。エドワード2世やディスペンサー父子に味方する者はほとんどなく、反乱軍は各地で国民の支持を得て歓迎された。
鎮圧不可能と悟ったエドワード2世とディスペンサー父子はウェールズのディスペンサーの領地へ向かって逃亡した。その後ウィンチェスター伯ヒューはエドワード2世の命を受けてブリストル防衛に向かったものの、同地で反乱軍に逮捕され、1326年10月27日に反逆者として絞首刑に処せられた。爵位も剥奪された。
その後、息子ヒューとエドワード2世もディスペンサー家の領地ウェールズ・グラモーガンで逮捕され、それぞれ処刑・暗殺という末路をたどっている。

## 家族
第9代ウォリック伯ウィリアム・ド・ビーチャムの娘イザベラ（1306年頃没）と結婚。彼女との間に以下の2男3女を儲けた。
- 長男ヒュー・ル・ディスペンサー (1290頃-1326) - 父とともにエドワード2世の側近として権勢をふるうが、王妃のクーデタで処刑
- 次男フィリップ・ル・ディスペンサー (-1313)
- 長女アライン・ル・ディスペンサー (-1353) - 初代バーネル男爵エドワード・バーネルと結婚
- 次女イザベラ・ル・ディスペンサー (-1334) - 初代ヘイスティングス男爵（英語版）ジョン・ヘイスティングス（英語版）と結婚
- 三女マーガレット・ル・ディスペンサー (生没年不詳) - 初代アマンド男爵ジョン・ド・セント・アマンドと結婚